# Богдан-2111
Богдан-2111 (Bogdan 2111) — чотиридверний передньопривідний універсал корпорації "Богдан", що виготовлявся з 2009 до 2014 року і створений на базі ВАЗ-2111 (Lada 111). У лютому 2009 року АВТОВАЗ оголосив про припинення випуску цієї моделі, Даний автомобіль збирався на заводі в Черкасах (Україна) з комплектуючих, що поставляются із Тольятті.
Bogdan 2111 оснащується 8-клапанним двигуном об'ємом 1,6 літра (80 к.с.) і 16-клапанним двигуном того ж об'єму (89 к.с.). У стандартне оснащення автомобіля входять передні електросклопідйомники і центральний замок, а за доплату пропонуються легкосплавні диски і протитуманні фари.

## Двигуни
| Модель       | Тип двигуна | Об'єм    | Клапани/ГРМ | Потужність при об/хв  | Крутний момент при об/хв | Роки випуску |
| ------------ | ----------- | -------- | ----------- | --------------------- | ------------------------ | ------------ |
| Бензинові Р4 |             |          |             |                       |                          |              |
| 1.6 8V       | VAZ-21114   | 1596 см³ | 8/SOHC      | 80 к.с. (59 кВт)/5200 | 120 Нм/2700              | з 2009       |
| 1,6 16V      | VAZ-21124   | 1596 см³ | 16/DOHC     | 89 к.с. (63 кВт)/5600 | 131 Нм/3700              | з 2009       |

## 2111 Cross
На автосалоні SIA 2010 вперше представлений передньоприводний Bogdan 2111 Cross зі збільшеним до 185 мм кліренсом. В вересні 2011 року автомобіль надійшов в продажу. Cross відрізняється від звичайного Богдан-2111 накладками на арки коліс і комплектується виключно двигуном 1,6 16V потужністю 89 к.с., підсиленою підвіскою, іншими пружинами і амортизаторами.

## Рестайлінг 2012
У 2012 році модель піддалася невеликому рестайлінгу. Від свого попередника рестайлінгова версія моделі Богдан-2111 відрізняється іншим переднім бампером, ґратами радіатора і деякими іншими деталями.

## Продажі Богдан-2111
| Рік                    | Продажі Богдан-2111 в Україні |
| ---------------------- | ----------------------------- |
| 2011                   | 270                           |
| 2012 (січень-листопад) | 728                           |